# Sistema de Classificação Biofarmacêutica
O Sistema de Classificação Biofarmacêutica(do inglês: Biopharmaceutics Classification System, BCS) classifica os fármacos em termos de sua biodisponibilidade esperada. Ele possibilita um prognóstico, de se o grau e a velocidade da absorção após administração oral se devem principalmente às propriedades físicas do fármaco ou às condições fisiológicas do organismo. O conceito se baseia na ideia que a biodisponibilidade oral de uma substância é determinada principalmente por sua solubilidade e por sua  permeabilidade.
O BCS foi desenvolvido em meados da década de 1990 nos EUA por Gordon Amidon e faz parte desde então de tanto diretrizes da  US-FDA (Food and Drug Administration) Richtlinie Como da Agência Europeia de Medicamentos (EMA) para avaliação da bioequivalência de medicamentos. Sob certas condições, empresas farmacêuticas podem se basear no BCS para a produção e autorização de genéricos sem necessariamente ter que passar pelos processos obrigatórios exigidos de outra forma de estudos in vivo  para determinação da bioequivalência.
| Divisão de medicamentos em classes do BCS | Divisão de medicamentos em classes do BCS | Divisão de medicamentos em classes do BCS | Divisão de medicamentos em classes do BCS                                                  | Divisão de medicamentos em classes do BCS |
| ----------------------------------------- | ----------------------------------------- | ----------------------------------------- | ------------------------------------------------------------------------------------------ | ----------------------------------------- |
| Classe                                    | Solubilidade                              | Permeabilidade                            | Absorção                                                                                   | Exemplos                                  |
| I                                         | alta                                      | alta                                      | Boa absorção, controlada unicamente pela taxa de esvaziamento estomacal                    | Metoprolol                                |
| II                                        | baixa                                     | alta                                      | A absorção é controlada através da solubilidade ou velocidade de dissolução do medicamento | Glibenclamida, Ibuprofeno, Diclofenaco    |
| III                                       | alta                                      | baixa                                     | A absorção é independente das propriedades da droga                                        | Cimetidina                                |
| IV                                        | baixa                                     | baixa                                     | Velocidade e grau de absorção devem ser considerados caso a caso                           |                                           |

1. ↑  dose terapêutica máxima é totalmente solúvel em 250 ml de água  variando o  pH de 1 até 8.
2. ↑  90 %  da droga é absorvida em comparação com a administração intravenosa. Na prática, o "coeficiente aparente de permeabilidade"